# Sladka Gora
Sladka Gora je razloženo središčno in tranzitno naselje  v Občini Šmarje pri Jelšah.
Naselje se nahaja na severozahodnem obrobju Zgornjesotelskega gričevja, zahodno od ceste Podplat-Poljčane, sredi izrazito vinogradniške pokrajine. K naselju sodi del zaselka Pijovcev na jugu. 

## Znamenitosti
V središču naselja stoji znamenita dvostolpna baročna romarska župnijska cerkev Čudodelne Matere Božje in sv. Marjete, zgrajena  med 1744 in 1754 na mestu, kjer je poprej stala poznogotska cerkev sv. Marjete. Zaradi izjemne arhitekture, bogate opreme, fresk in razgibane fasade je ena najpomembnejših sakralnih kulturno-zgodovinskih spomenikov na Štajerskem.